# Anne Pépin
Anne Pépin (1747–1837), fue una signare.  Pertenecía a las signares de la isla de Gorée en el Senegal francés, y fue conocida por su relación con el entonces gobernador Stanislas de Boufflers. Fue una persona principal en la comunidad signare y una de sus principales representantes históricas.

## Vida
Anne Pépin era hija de la signare Catherine Baudet y el galo Jean Pépin y hermana de Nicolas Pepin. Pertenecía a la élite signara de la comunidad de Gorée, la cual jugó un importante papel en el comercio de esclavos francés. Su hermano hizo construir la famosa Maison des Esclaves construida para el negocio del comercio de esclavos familiar en la isla, típicamente construida anexa a una casa signara con localidades para el almacenamiento de esclavos en el sótano.
La propia Anne Pépin poseyó y construyó varias casas de comercio de esclavos de la misma clase, entre ellas una famosa casa construida en un estilo mixto ítalo-provenzal. Como otras signaras, participaba en el comercio de esclavos, pero es también conocida por comerciar con goma arábiga, que fue oficialmente prohibida pero no oficialmente tolerada por los franceses.
Es famosa por haber sido la amante signara de Stanislas de Boufflers, que fue el gobernador francés de la región en 1786-1787. No está realmente confirmado que tuvieran una relación íntima. La relación entre un galo y una signara no significaba exclusivamente una unión sexual, pero la signara y sus esclavos proporcionaban a su cliente francés alojamiento y servicios domésticos como lavandería. Stanislas de Boufflers puede haber vivido en su casa, y ejerció como su anfitriona en varias fiestas famosas.
No debe ser confundida con su sobrina, Anna Colas Pépin, conocida por una relación similar con Francisco de Orleans, príncipe de Joinville.

## Legado
Anne Pépin aparece en Segu, una novela histórica escrita por Maryse Condé, bajo el estereotipo de la bella aspirante a dama noble pero descuidada signare. Hace su primera aparición en el capítulo 9, parte I:
"Mientras yacía sobre una estera en el balcón de su casa en la isla de Gorée, Anne Pépin se sintió aburrida. Había estado aburrida desde hacía diez años, desde que su amante, el caballero de Boufflers, que había sido gobernador de la isla, regresó a Francia. Había amasado suficiente dinero para casarse con su bella amiga la condesa de Sabran; Anne todavía permanecía despierta por la noche pensando sobre su ingratitud. No había podido olvidar que durante unos meses había montado fiestas de alto nivel, bailes de máscaras y entretenimientos teatrales como los de la corte del rey de Francia. Pero ahora todo había terminado y allí estaba ella, abandonada en su trozo de basalto arrojado al mar frente a Cabo Verde, el único asentamiento francés en África, aparte de Saint-Louis en la desembocadura del río Senegal."